# Juan Daniel Haladjian
Juan Daniel Haladjian (Montevideo, Uruguay; 2 de mayo de 1970) es un entrenador de fútbol y periodista deportivo uruguayo. Ha trabajado en distintos países del continente americano, incluidos Estados Unidos, Venezuela, Ecuador, Panamá, México y El Salvador, desempeñándose tanto en funciones técnicas como en medios de comunicación vinculados al deporte.

## Formación y estudios
Cursó estudios en el Instituto Crandon y en el Instituto La Mennais. Se formó como periodista deportivo en el Instituto ETC y obtuvo la Licencia de Entrenador de Fútbol Profesional otorgada por la Federación Venezolana de Fútbol, así como la Licencia CONMEBOL. También realizó capacitaciones en la Escuela de Técnicos de Vicente López, en Argentina, y asistió a sesiones de entrenamiento en clubes de América Latina, incluyendo la selección de fútbol de El Salvador. Participó en seminarios dictados por entrenadores como Ricardo La Volpe, César Luis Menotti, Jorge Valdano, Sergio Markarián y Hernán Darío Gómez.

## Trayectoria como entrenador
Inició su carrera como entrenador en ligas regionales de Estados Unidos, dirigiendo al Inter United FC en la American Soccer League entre 2013 y 2014, y al equipo sub-20 de la Utah Valley University entre 2015 y 2016. Formó parte del cuerpo técnico del Real Salt Lake (MLS) entre 2016 y 2017 como asistente.
También entrenó al Park City Red Wolves SC en la USL League Two entre 2019 y 2021, y previamente fue citado por El Salvador.com por su enfoque táctico disciplinado.
En Venezuela, dirigió al Carabobo Fútbol Club durante 2019.

## Actividad periodística
Además de su trabajo como entrenador, Haladjian ha participado en distintos proyectos de comunicación deportiva. Comenzó en el área de prensa del Club Atlético Peñarol y luego integró programas radiales en CX 10 Radio, en Uruguay. En Estados Unidos, colaboró con medios como La Voz Libre y el club Chivas USA. También integró el equipo de Sports YAH Fútbol y fue parte del canal TUDN, tanto en México como en Estados Unidos.

## Estilo de juego
Haladjian se identifica con el estilo conocido como lavolpismo, centrado en la construcción del juego desde la defensa, evitando el pase largo y utilizando un mediocampista técnico para iniciar la transición ofensiva.
En una entrevista con el canal argentino Canal 6ERtv, Haladjian expresó: “Creo que el fútbol debe construirse desde la defensa, saliendo corto, con equilibrio y mucho orden” (minuto 05:12). También señaló: “Estar cerca de La Volpe me enseñó mucho sobre cómo construir desde el fondo y proponer al ataque” (minuto 07:45).
En relación con el rendimiento de selecciones en torneos internacionales, afirmó: “México está muy fuerte, siempre México se hace más en los Mundiales, se hace de tal magnitud que no le ha costado pasar a la segunda fase” (minuto 12:30).